# Convento di Sant'Angelo di Panzo
Sant'Angelo in Panzo è un convento costruito attorno al X secolo ad Assisi sulle rovine di un insediamento romano accanto ad una sorgente millenaria che ha dato e dà acqua ad Assisi attraverso cunicoli scavati nella roccia, parzialmente ancora visibili.
È stato il primo convento di Santa Chiara che, secondo la tradizione, compì qui il suo primo miracolo.
Nella sua lunga storia, Sant'Angelo in Panzo è stato, oltre che convento, eremo abbandonato, dimora patrizia, casa rurale, ma mantiene tuttora la struttura originale con la chiesa. È  circondato da un oliveto ed è situato a circa due km dal centro di Assisi. È una proprietà privata ma è visitabile a richiesta.